# International Ultraviolet Explorer
Der International Ultraviolet Explorer (IUE), auch Explorer 57, war ein Weltraumteleskop für astronomische Beobachtungen im ultravioletten Bereich der elektromagnetischen Strahlung.

## Überblick
IUE war ein Gemeinschaftsprojekt der NASA, der ESA und des britischen SERC und wurde am 26. Januar 1978 mit einer Delta-2914-Rakete in eine geosynchrone Umlaufbahn gebracht. Anstatt der ursprünglich geplanten drei bis fünf Jahre war IUE bis zum 30. September 1996 in Betrieb. Bis dahin waren vier der ursprünglich sechs Steuerkreisel ausgefallen, das Teleskop war jedoch noch mit verringerter Effizienz betriebsfähig. Der endgültige Ausfall der Steuerelemente wurde nicht abgewartet, IUE wurde zuvor im Wesentlichen aus finanziellen Gründen außer Betrieb genommen, indem er im September 1996 per Funkbefehl abgeschaltet wurde. Es war mit über 18 Jahren Betriebsdauer eines der erfolgreichsten und effektivsten Weltraumteleskope. Die wissenschaftliche Missionskontrolle erfolgte durch VILSPA, dem Vorläufer des Europäischen Weltraumastronomiezentrums (ESAC) in Villafranca bei Madrid.

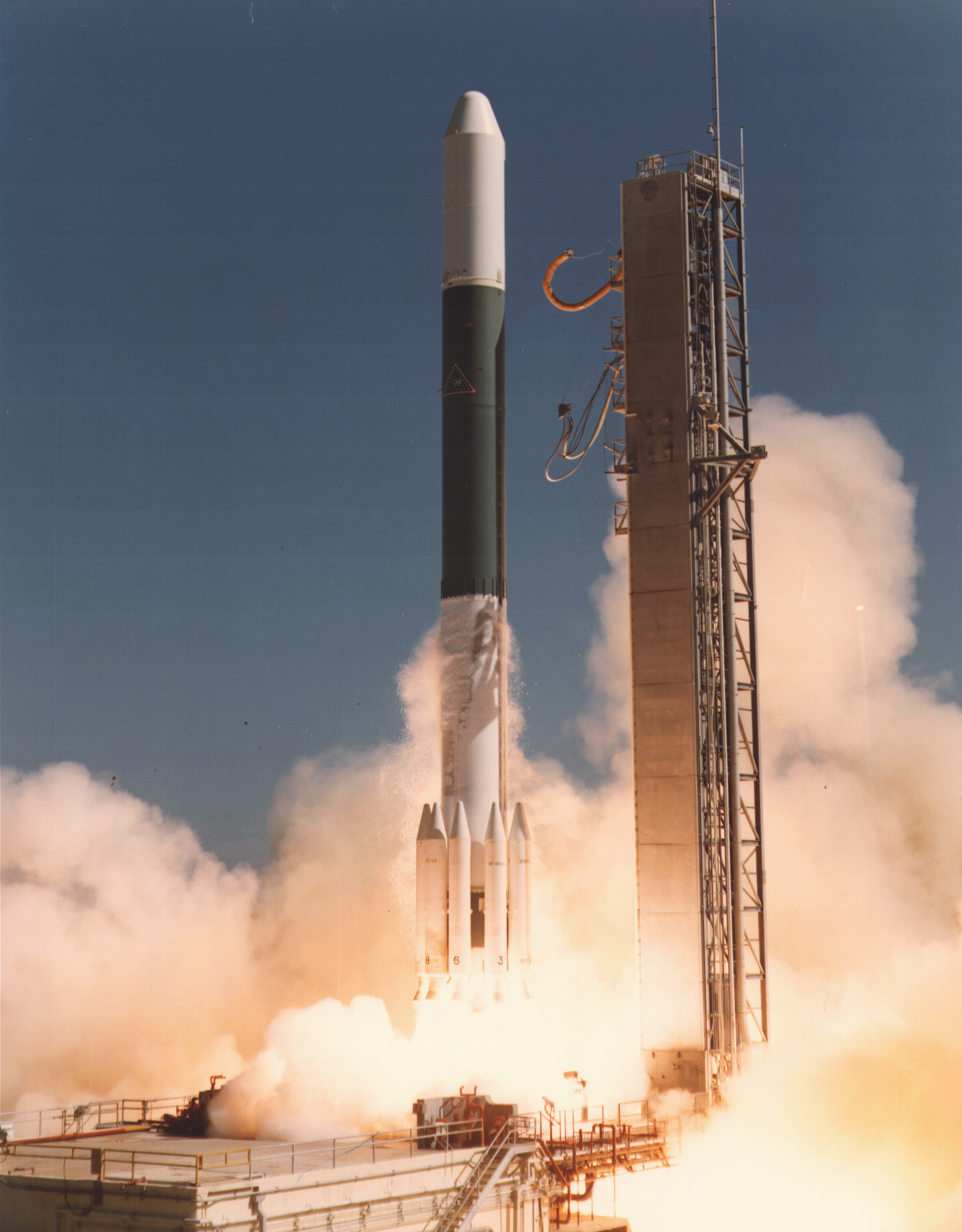
Start von IUE auf einer Delta-Rakete

## Satellitenbus
Der Satellit hatte die Form eines sechsseitigen Prismas, im Zentrum entlang der Drehachse befand sich das Teleskop mit der Optik. Die Solarpaneele waren fest angebracht. Der Satellit war im 3-Achsenbetrieb und verfügte dazu über 6 Gyroskope und 3 Reaktionsräder, es gab ein viertes Reaktionsrad als Ersatz, das aber nie in Betrieb war. Dazu gab es noch Sonnensensoren. Damit konnte der Satellit über einen Zeitraum von 24 Stunden genauer als 1 Bogensekunde ausgerichtet werden. Dazu gab es noch eine Feinausrichtung mittels Sternsensoren, die die Optik der Instrumente benutzten und 0,27 Bogensekunden Auflösung erreichten in einem Beobachtungsfeld von 16 Bogenminuten.
Das Antriebssystem verfügte über 12 Steuerdüsen, davon 8 × 9-Newton-Steuerdüsen und 4 × 22-Newton-Steuerdüsen, die aus sechs Tanks mit insgesamt 27,3 kg Hydrazin versorgt wurden.
Die festen Solarpaneele bestanden aus 4980 Silizium-Solarzellen im Format 2 × 2 cm. Zum Zeitpunkt des Starts lieferten sie eine Leistung von 424 Watt bei 28 Volt Spannung. Am Ende der 18 Jahre Betriebsdauer hatten sie 40 % der ursprünglichen Leistung verloren. Es gab 2 × 6-Ah-Nickel-Cadmium-Batterien zur Unterstützung der Stromversorgung.
Für den Downlink der Wissenschaftsdaten verfügte der Satellit über einen 6 Watt S-band Sender, der bei einer Frequenz von 2,25 GHz eine Datenrate zwischen 1,25 und 40 kbit/s erreichte. Die Steuerung erfolgte über VHF bei einer Frequenz von 139 MHz.

## Technik
IUE verfügte über ein relativ kleines Teleskop mit 45 cm Hauptspiegeldurchmesser. IUE hatte keine Kamera, die Instrumente waren zwei Spektrografen für ultraviolette Wellenlängen im zwischen 115 und 320 nm mit einer spektralen Auflösung von 0,01 nm bzw. 0,6 nm. Über 104.000 Spektren verschiedenster astronomischer Objekte wurden gewonnen. IUE wurde von zwei Bodenstationen in den USA und Spanien aus betrieben. Im Gegensatz zu vielen anderen Weltraumteleskopen konnte es direkt von den beobachtenden Astronomen gesteuert werden.
Mit den Spektren von IUE wurden vielfältige Fragestellungen untersucht, zum Beispiel
- Kometen und Satelliten im Sonnensystem
- Das interstellare Medium der Milchstraße
- Die Chromosphären von Sternen
- Heiße Sterne und ihre Sternwinde
- Starburstgalaxien und die Zusammensetzung ihrer Sternpopulation
- Aktive Galaxienkerne

IUE war als Ultraviolettobservatorium der direkte Vorläufer des Hubble-Weltraumteleskops.